# Mikhaïl Kalinin
Mikhaïl Ivànovitx Kalinin (rus: Михаи́л Ив́анович Кали́нин) (Gubèrnia de Tver, 1875 - Moscou, 1946) va ser un revolucionari bolxevic i un polític soviètic.

## Inicis
Nascut el 19 de novembre de 1875 en una família camperola de la Gubèrnia de Tver, Rússia, es traslladà a Sant Petersburg el 1889 per a treballar com a metal·lúrgic. L'any 1898 es va afiliar al Partit Obrer Socialdemòcrata Rus, sent després partidari del seu corrent bolxevic dirigit per Lenin. Es va involucrar de manera important en les accions revolucionàries del partit i fou arrestat en 1899 i el 1903 per la policia tsarista (Okhrana), i fou condemnat a l'exili de Sibèria per un any. En tornar a Sant Petersburg va participar en la revolució russa de 1905 i cap a 1912 es va vincular al Comitè Central dels bolxevics. Va ser també cofundador del periòdic Pravda i participà activament en la Revolució Russa de 1917.

## Càrrecs oficials
Durant la revolució russa del 1917 ocupà el càrrec d'alcalde de Petrograd. Després de la instauració del poder dels soviets va ser nomenat President del Comitè Executiu Central del Congrés de Soviets de tota Rússia, càrrec que va mantenir entre març de 1919 i juliol de 1938. Així mateix, en fundar-se l'URSS el desembre de 1922 va ser designat President del Comitè Executiu Central de Soviets de la Unió, càrrec que va mantenir fins a març de 1946, poc abans de la seva defunció.

## Valoració
Va ser un dels principals dirigents soviètics que va sustentar tot el període i pràctica política de l'estalinisme. Encara que Kalinin tendia a afavorir l'ala dreta del partit en les lluites intrapartidàres quant a la política industrial i agrícola en els anys vint, sempre en les votacions importants va donar suport a Stalin. Gràcies a això, Kalinin no només va sobreviure a les purgues dels anys trenta, en les quals Stalin va eliminar els seus rivals polítics, sinó que a més va retenir tots els seus càrrecs fins poc abans de la seva mort el 3 de juny de 1946 a Moscou, per causes naturals. Tanmateix, tots aquests càrrecs eren formals i amb tasques ja definides; Kalinin mai no va tenir poder real a la Unió Soviètica i va estar sempre totalment subordinat a Stalin.
La ciutat de Tver va dur el nom de Kalinin entre 1931 i 1990 en honor seu. Així mateix, l'antiga ciutat prussiana de Königsberg, ocupada el 1945 per l'Exèrcit Roig i incorporada a l'URSS, va ser reanomenada Kaliningrad en honor seva, nom que es manté actualment.